# Melanesicoccus kleinhoviae
Melanesicoccus kleinhoviae är en insektsart som beskrevs av Williams och Watson 1990. Melanesicoccus kleinhoviae ingår i släktet Melanesicoccus och familjen skålsköldlöss.
Artens utbredningsområde är Papua Nya Guinea. Inga underarter finns listade i Catalogue of Life.